# Anika Decker
Anika Decker (* 1. August 1975 in Marburg) ist eine deutsche Drehbuchautorin, Regisseurin und Schriftstellerin.

## Leben und Karriere
Decker wuchs in Stadtallendorf und Marburg auf. Nach dem Abitur begann sie zunächst ein Studium der Literaturwissenschaften in München, das sie jedoch wenig später zugunsten der Film- und Fernsehbranche abbrach. Während der folgenden Jahre arbeitete sie in diversen Filmjobs und zuletzt als Dramaturgin und Junior-Producerin bei einer Kinofilm-Produktionsfirma. Danach absolvierte sie eine Producer-Ausbildung in Köln und arbeitete währenddessen unter anderem für das Show-Format Big Brother und die TV-Serie Tessa – Leben für die Liebe. Des Weiteren war Decker als Kolumnistin für ein Skateboard-Magazin tätig.
Gemeinsam mit Schauspieler Til Schweiger schrieb sie die Drehbücher zu Keinohrhasen (2007) und der Fortsetzung Zweiohrküken. 2011 erschien Detlev Bucks Rubbeldiekatz, zu dem sie das Drehbuch verfasste.
2015 gab sie mit der Komödie Traumfrauen ihr Debüt als Regisseurin. Der Film konnte etwa 1,7 Mio. Zuschauer in die Kinos locken und 13,4 Millionen Euro einspielen. 2017 folgte mit High Society Deckers zweite Regiearbeit. Bei beiden Filmen war Decker nicht nur als Regisseurin und Drehbuchautorin verantwortlich, sondern trat mit ihrem Bruder Jan Decker auch als Co-Produzentin der Filme in Erscheinung. Anika Decker arbeitete ab Juli 2018 für drei Jahre exklusiv für die Constantin Film.
2019 veröffentlichte Decker mit Wir von der anderen Seite ihren ersten Roman, der zum Teil autobiografisch ist und von Deckers eigene Erfahrungen erzählt, die sie nach einem künstlichen Koma machte. Decker war 2010 aufgrund einer lebensbedrohlichen Blutvergiftung nach einer Nierenbeckenentzündung in ein solches gelegt worden. 2025 folgte der Roman Zwei vernünftige Erwachsene, die sich mal nackt gesehen haben. Decker lebt mit ihrem Ehemann in Berlin.

## Klage auf Nachvergütung
2018 erhob Decker Klage gegen Barefoot Films, die Produktionsfirma von Til Schweiger, und Warner Bros., für die Decker als Drehbuchautorin an den Filmen Keinohrhasen und Zweiohrküken mitgewirkt hatte. Die Klage ist gestützt auf § 32a UrhG, den sogenannten Fairness-Paragraphen, demgemäß Urhebern ein Anspruch auf Nachvergütung zusteht, wenn die Erträge des Werks – hier: der Filme – und die Vergütung des Urhebers außer Verhältnis stehen. Im Wege der Stufenklage verlangte Decker zunächst Auskunft über die konkreten Erlöse der beiden Filme. Das Landgericht Berlin sah wegen des überdurchschnittlichen Erfolgs der Filme Anhaltspunkte für einen möglichen Nachvergütungsanspruch Deckers und sprach ihr deshalb im Jahr 2020 in einem Teilurteil einen Auskunftsanspruch zu.
Die Beklagten legten gegen das Urteil zunächst Berufung ein, nahmen diese aber nach der mündlichen Verhandlung vor dem Kammergericht zurück, sodass das Auskunftsurteil im Jahr 2022 rechtskräftig wurde. Da die Unternehmen die ausgeurteilten Auskünfte über die Erlöse zunächst nur unzureichend erteilten, erwirkte Decker 2022 einen Zwangsgeldbeschluss. Inzwischen verfolgte Decker auf der nächsten Stufe ihrer Stufenklage vor dem Landgericht Berlin die Zahlung einer angemessenen Nachvergütung. Am 27. September 2023 entschied das Gericht, dass ihr zwar eine höhere Beteiligung an den Einnahmen der Filme zugestanden hätte, die Ansprüche jedoch zu einem Großteil verjährt seien. Nach Angaben des Gerichts erhielt sie 180.000 Euro, musste aber die gesamten Gerichtskosten tragen. Im März 2025 zog Decker die Berufung, die sie nach dem Urteil im September 2023 eingelegt hatte, zurück.

## Filmografie (Auswahl)
Drehbuch
- 2007: Keinohrhasen
- 2009: Zweiohrküken
- 2011: Rubbeldiekatz
- 2015: Traumfrauen
- 2016: SMS für Dich
- 2017: High Society
- 2022: Liebesdings

Regie
- 2015: Traumfrauen
- 2017: High Society
- 2022: Liebesdings

## Romane
- Wir von der anderen Seite, Ullstein, Berlin 2019, ISBN 978-3-550-20037-3.
- Zwei vernünftige Erwachsene, die sich mal nackt gesehen haben, dtv, München 2025, ISBN 978-3-423-28434-9.[15]